# Ryan Raposo
Ryan Raposo (Hamilton, 5 de marzo de 1999) es un futbolista canadiense. Juega de delantero y su equipo es el Liaoning Tieren F. C. de la Primera Liga China.

## Trayectoria
Raposo jugó soccer universitario por los Syracuse Orange de la Universidad de Siracusa entre 2018 y 2019. En esos años, además jugó en el Vaughan Azzurri de la League1 Ontario.
El 9 de enero de 2020 fue seleccionado por el Vancouver Whitecaps F. C. en el cuarto lugar del SuperDraft de la MLS 2020. Debutó en su nuevo club el 7 de marzo ante Los Angeles Galaxy.
En febrero de 2025 fichó por el Liaoning Tieren F. C. chino.

## Selección nacional
Nacido en Hamilton, Canadá, de padre portugués y madre china.
Fue citado a la selección sub-23 de Canadá para el Preolímpico de Concacaf de 2020.

## Estadísticas

### Clubes
Actualizado al último partido disputado el 4 de noviembre de 2024
| Club                               | Div.          | Temporada     | Liga  | Liga  | Copas nacionales | Copas nacionales | Copas internacionales | Copas internacionales | Total | Total |
| Club                               | Div.          | Temporada     | Part. | Goles | Part.            | Goles            | Part.                 | Goles                 | Part. | Goles |
| ---------------------------------- | ------------- | ------------- | ----- | ----- | ---------------- | ---------------- | --------------------- | --------------------- | ----- | ----- |
| Vaughan Azzurri · Canadá           | 3.ª           | 2017          | 10    | 9     | —                | —                | —                     | —                     | 10    | 9     |
| Vaughan Azzurri · Canadá           | 3.ª           | 2018          | 4     | 0     | 3                | 1                | —                     | —                     | 7     | 1     |
| Vaughan Azzurri · Canadá           | 3.ª           | 2019          | 10    | 4     | 2                | 1                | —                     | —                     | 12    | 5     |
| Vaughan Azzurri · Canadá           | Total club    | Total club    | 24    | 13    | 5                | 2                | 0                     | 0                     | 29    | 15    |
| Vancouver Whitecaps F. C. · Canadá | 1.ª           | 2020          | 15    | 0     | 0                | 0                | —                     | —                     | 15    | 0     |
| Vancouver Whitecaps F. C. · Canadá | 1.ª           | 2021          | 21    | 0     | 1                | 0                | —                     | —                     | 22    | 0     |
| Vancouver Whitecaps F. C. · Canadá | 1.ª           | 2022          | 30    | 2     | 4                | 1                | —                     | —                     | 34    | 3     |
| Vancouver Whitecaps F. C. · Canadá | 1.ª           | 2023          | 27    | 0     | 3                | 0                | 6                     | 1                     | 36    | 1     |
| Vancouver Whitecaps F. C. · Canadá | 1.ª           | 2024          | 32    | 3     | 4                | 0                | 5                     | 0                     | 41    | 3     |
| Vancouver Whitecaps F. C. · Canadá | Total club    | Total club    | 125   | 5     | 12               | 1                | 11                    | 1                     | 148   | 7     |
| Total carrera                      | Total carrera | Total carrera | 149   | 18    | 17               | 3                | 11                    | 1                     | 177   | 22    |

## Palmarés

### Títulos nacionales
| Título                          | Club                      | País   | Año  |
| ------------------------------- | ------------------------- | ------ | ---- |
| Campeonato Canadiense de Fútbol | Vancouver Whitecaps F. C. | Canadá | 2022 |
| Campeonato Canadiense de Fútbol | Vancouver Whitecaps F. C. | Canadá | 2023 |
| Campeonato Canadiense de Fútbol | Vancouver Whitecaps F. C. | Canadá | 2024 |